# Thụy Hương, Kiến Thụy
Thụy Hương là một xã thuộc huyện Kiến Thụy, thành phố Hải Phòng, Việt Nam.
Xã Thụy Hương có diện tích 3,11 km², dân số năm 1999 là 4531 người, mật độ dân số đạt 1457 người/km².